# Malaia macronyx
Malaia macronyx är en skalbaggsart som beskrevs av Ohaus 1916. Malaia macronyx ingår i släktet Malaia och familjen Rutelidae. Inga underarter finns listade i Catalogue of Life.